# فورت زامبی
 فورت زامبی  یک بازی ویدئویی نقش‌آفرینی است که به دست کربروس پروداکشنز ساخته و به دست پارادوکس اینتراکتیو منشتر شده‌است.